# جالاميتز
جالاميتز (بالفرنسية: Galametz)‏ هي بلدية تقع في إقليم باد كاليه من منطقة نور با دو كاليه في شمال فرنسا. تبلغ مساحة هذه المدينة 4.27 (كم²)، وترتفع عن سطح البحر 43 م، يبلغ عدد سكانها 157 نسمة حسب إحصاء المعهد الوطني للإحصاء والدراسات الاقتصادية سنة 2009 م. وترأس Michel Deplanque البلدية خلال فترة (2001-2008).